# Glaziokarst

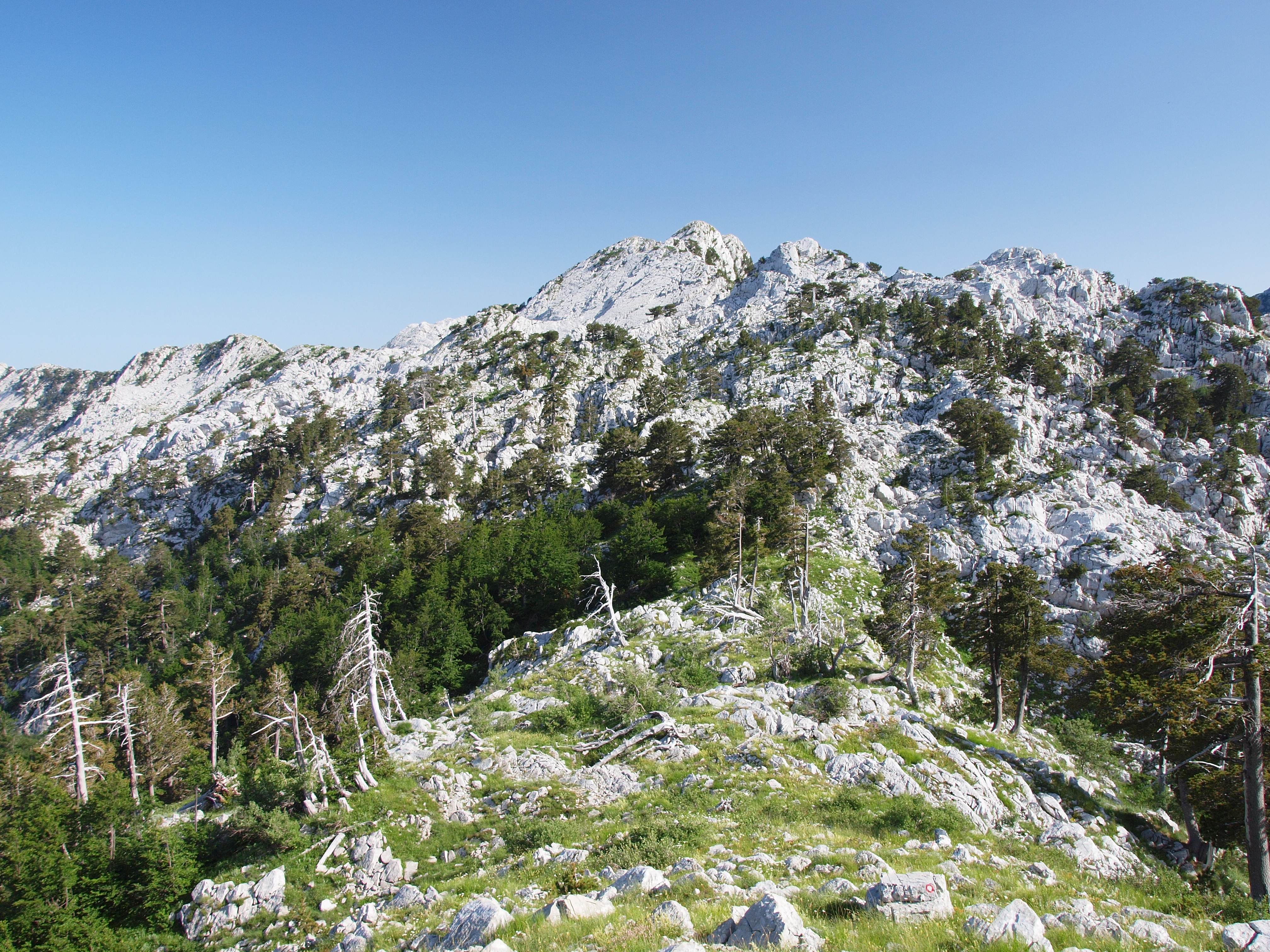
Cuestas und Schichttreppen am Vučji zub

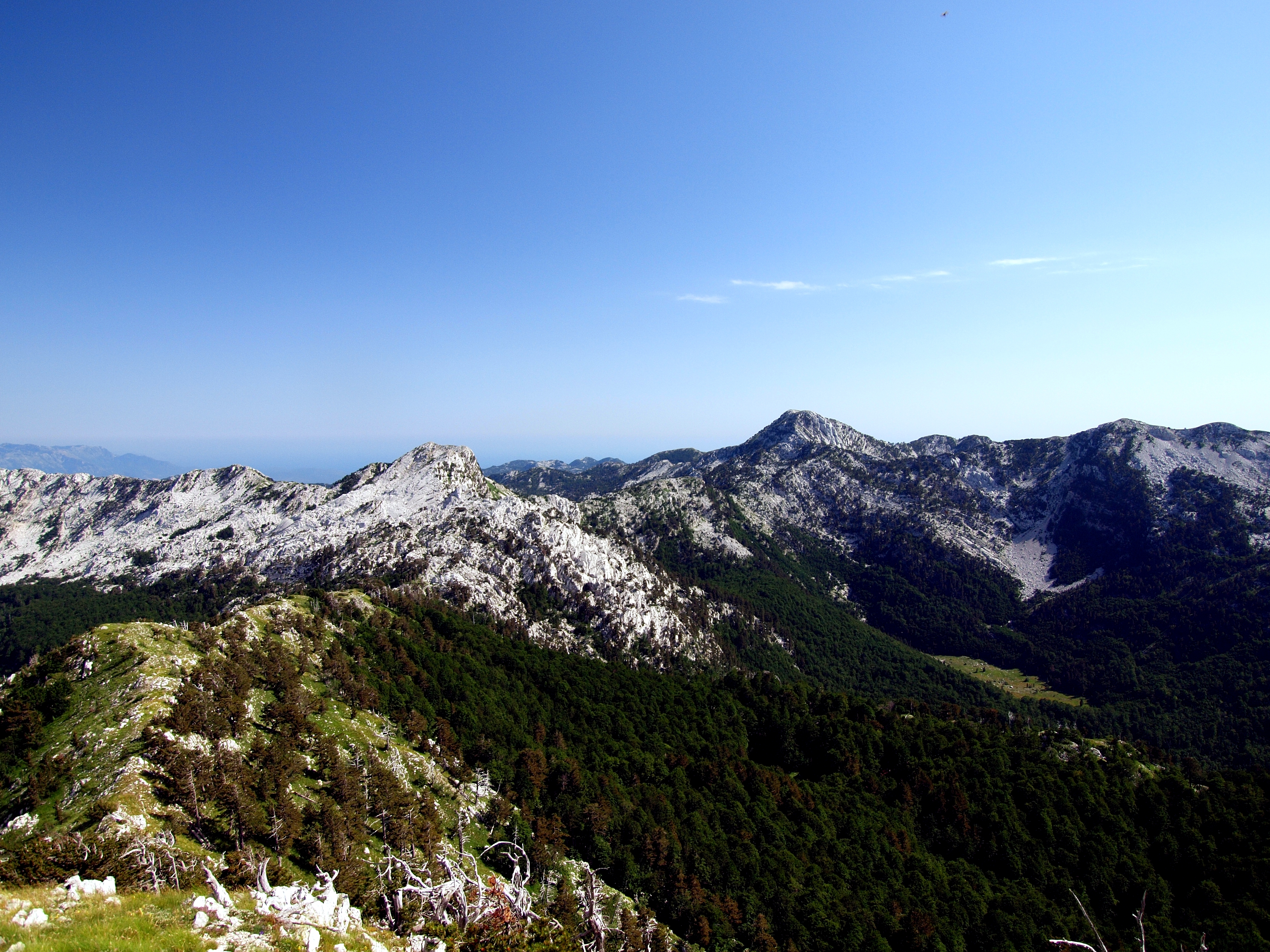
Ausgeprägter Glaziokarst. Dinariden, Orjen

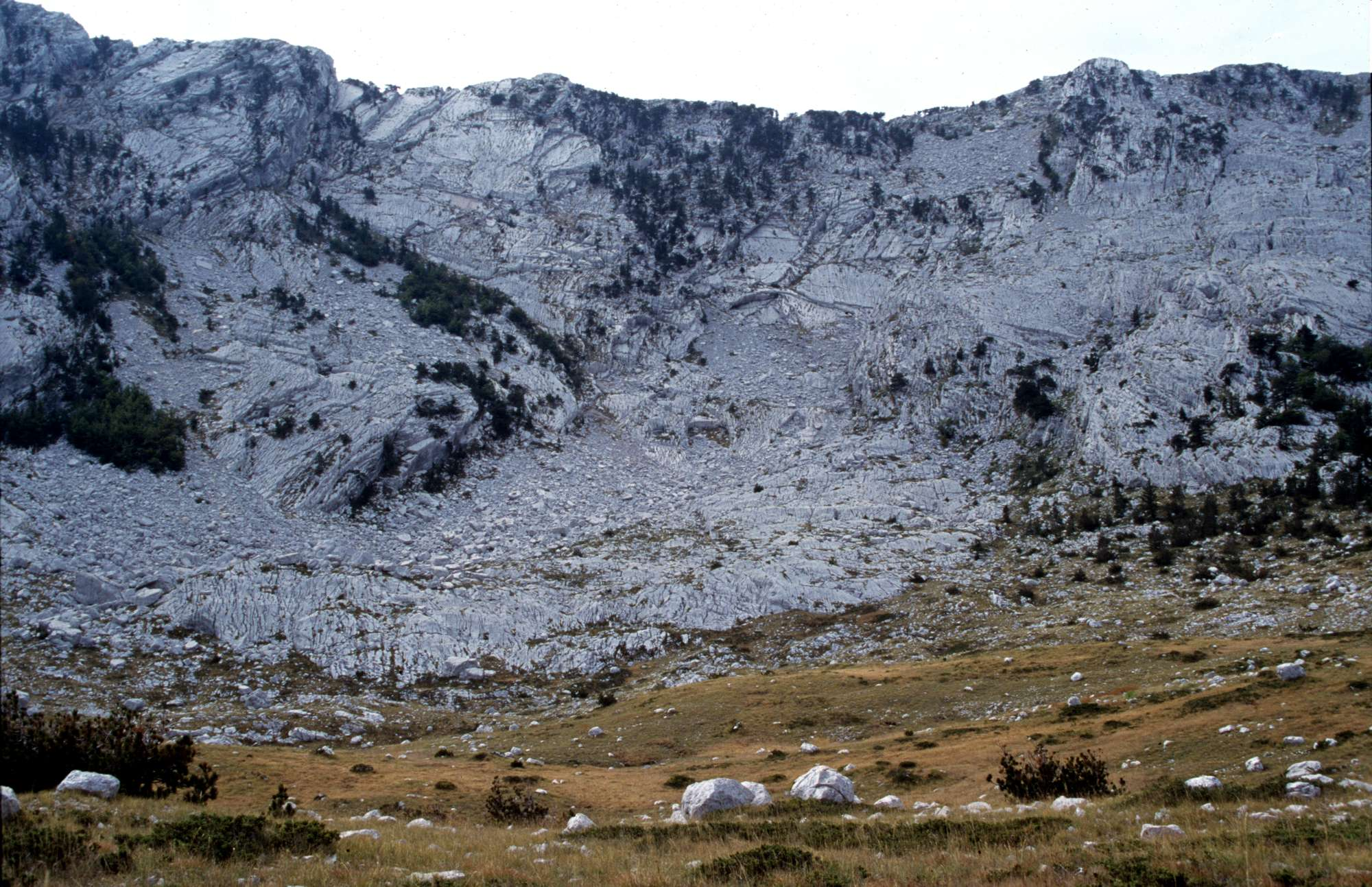
Karwanne im Borovi do. Bijela gora, Orjen

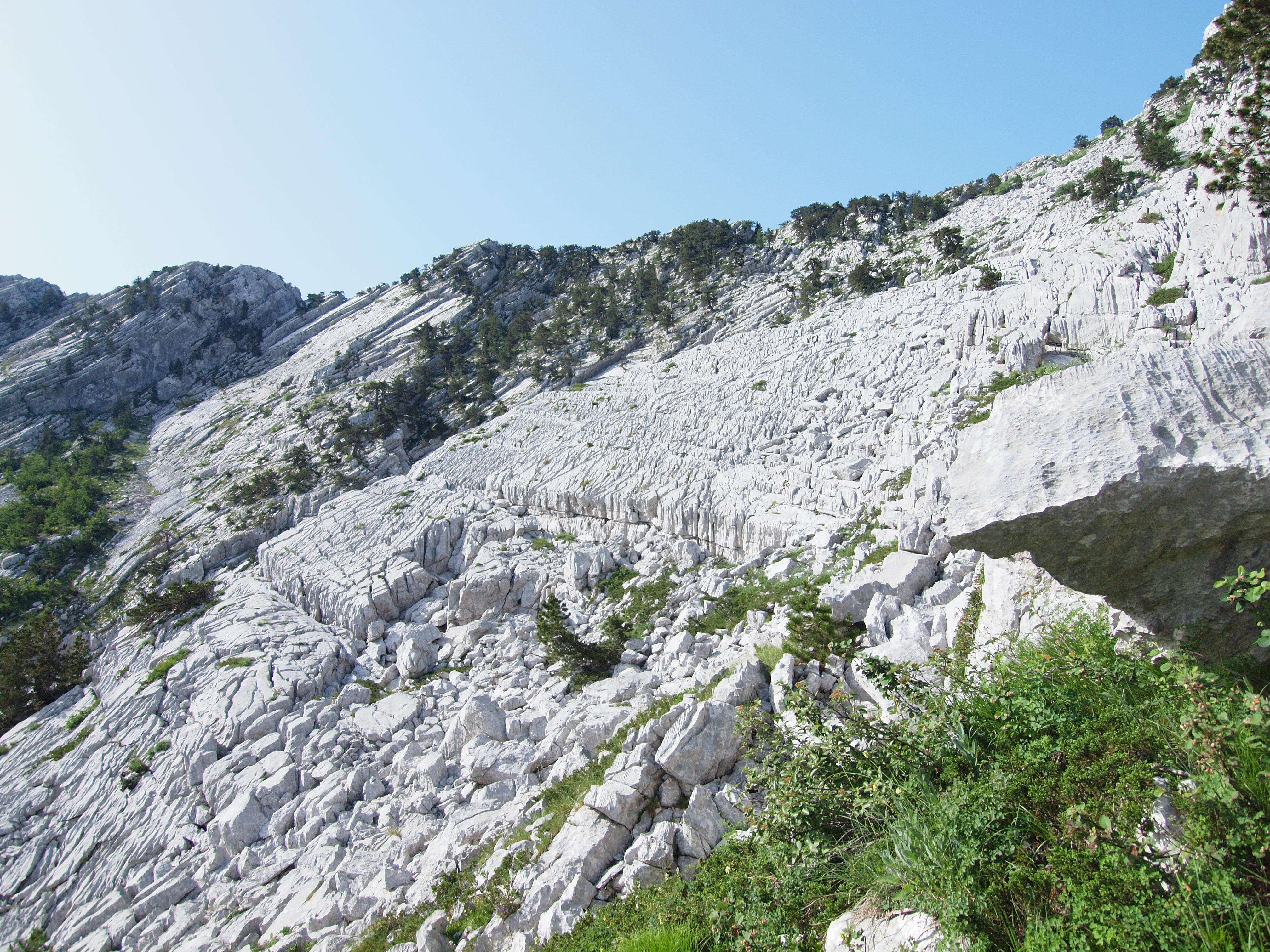
Schichttreppen, Reovačka greda, Orjen

Glaziokarst ist überwiegend eine Form des alpinen Karstes ehemals vergletscherter oder aktuell vergletscherter Gebirge sowie von Karst-Landschaften in subpolaren Regionen, die kein Gebirgsrelief haben und durch Gletscher überformt wurden. Die geomorphologischen Formen des Glaziokarstes entstanden in unterschiedlichen geologischen Epochen. Rezent werden insbesondere Karren sowie rezente Lösungs- und Senkungsdolinen gebildet. Formen im Glaziokarst die vor der Vereisung bestanden und von Gletschern überformt wurden heißen Paleodolinen. Subglaziale Formen, die unterhalb der Gletscher durch Aktivität der Schmelzwässern gebildet wurden, sind Jamen.

## Verbreitung
Glaziokarst wird in Hochgebirgen in Karstgebieten der temperierten und subtropischen Breiten gefunden. In den Alpen sind es die Gebirge der Nördlichen- und Südlichen Kalkalpen. Hier insbesondere das Wettersteinmassiv, die Berchtesgadener Alpen, der Dachstein, das Tote Gebirge sowie die Julischen Alpen. Im Mittelmeerraum sind es die Dinariden, insbesondere der Biokovo, Lovcen, Orjen, Durmitor, Maglic, Velez und Prokletije sowie der zentrale Apennin Teile des Pindus, der Picos de Europa sowie der Taurus und das Libanon-Gebirge.

## Geomorphologie und Entstehung
Entwickeln sich in extrem verkarsteten Gebieten (Holokarst) Gletscher, so passen sich diese nicht nur dem Karstrelieff an, sie entwickeln sich in diesen, was zu sogenannten Karstgletschern führt. Karstgletscher wurden erstmals 1913 von Jovan Cvijić aus dem Prokletije in den Dinariden beschrieben. Bekannt unter den rezenten Karstgletschern sind diejenigen des Dachsteingebirges.
Von Glaziokarst spricht man, wenn ein Karstgebiet im Pleistozän großflächig vergletscherte und zumeist erst nach Abschmelzen der Gletscher die Verkarstung aktiviert wurde.
Damit sind Mischformen aus glazialen Erosions- und Karstlandschaften entstanden, die weitflächig in den Kalkalpen Karwendel, den Hochdinariden Orjen, dem Taurus, im Picos de Europa, den Pyrenäen oder dem Westlichen Kaukasus auftreten.
Da Glaziokarst überwiegend in stark reliefiertem Hochgebirge auftritt, sind typische Erscheinungsformen zumeist in alpinen Stufen anzutreffen. Wenn wie im subtropischen Orjen auch Bereiche unterhalb 1000 m Erscheinungen des Glaziokarstes zeigen, sind diese durch tief liegende Schneegrenzen im Pleistozän verursacht, die zu weit herabreichenden Glazialerscheinungen geführt haben. Kennzeichen sind flache Dolinen, Schichttreppen, große vertikale Schächte (durch Gletscherschmelze) und vielfältige Kleinformen auf typischen Glazialformen wie den Roche moutonnée und Findlinge.
In Nordeuropa finden sich Glaziokarstlandschaften aber auch auf verebneten Kalkflächen, die vorher vom Inlandeis bedeckt waren.